# Distrito de Anantnag
Anantnag (en hindi; अनन्तनाग जिला) es un distrito de la India en el estado de Jammu y Cachemira. Código ISO: IN.JK.AN.
Comprende una superficie de 3 984 km².
El centro administrativo es la ciudad de Anantnag, mientras que contiene además los siguientes tehsils: Kokernag, Shangus, Bijbehara, Doru, Pahalgam y Qazigund. El distrito consiste de los siguientes bloques: Breng, Shangus, Achabal, Dachnipora, Qazigund, Khoveripora y Shahabad. Cada bloque está formado por panchayats.

## Demografía
Según censo 2011 contaba con una población total de 1 070 144 habitantes, de los cuales 517 740 eran mujeres y 552 404 varones.